# Liste der Gouverneure von Gujarat
Die folgende Tabelle listet die Gouverneure von Gujarat seit Gründung des Bundesstaates am 1. Mai 1960 mit jeweiliger Amtszeit auf. Zu den Gouverneuren des davor seit 1950 aus Teilen Gujarats und Maharashtras bestehenden Bundesstaates Bombay siehe Liste der Gouverneure von Bombay.
| #  | Name                                           | Amtsantritt       | Ende der Amtszeit |
| 1  | Mehdi Nawaz Jung (1894–1967)                   | 1. Mai 1960       | 31. Juli 1965     |
| 2  | Nityanand Kanungo (1900–1988)                  | 1. August 1965    | 6. Juli 1967      |
| 3  | Prafullachandra Natwarlal Bhagwati (1921–2017) | 7. Juli 1967      | 25. Dezember 1967 |
| 4  | Shriman Narayan (1912–1978)                    | 26. Dezember 1967 | 16. März 1973     |
| 5  | Prafullachandra Natwarlal Bhagwati (1921–2017) | 17. März 1973     | 3. April 1973     |
| 6  | K. K. Viswanathan (1914–1992)                  | 4. April 1973     | 13. August 1978   |
| 7  | Sharada Mukherjee (1919–2007)                  | 14. August 1978   | 5. August 1983    |
| 8  | K. M. Chandy (1921–1998)                       | 6. August 1983    | 25. April 1984    |
| 9  | Braj Kumar Nehru (1909–2001)                   | 26. April 1984    | 25. Februar 1986  |
| 10 | Ram Krishna Trivedi (1921–2015)                | 26. Februar 1986  | 2. Mai 1990       |
| 11 | Mahipal Shastri (1924–1994)                    | 2. Mai 1990       | 20. Dezember 1990 |
| 12 | Sarup Singh (1917–2003)                        | 21. Dezember 1990 | 30. Juni 1995     |
| 13 | Naresh Chandra (1934–2017)                     | 1. Juli 1995      | 29. Februar 1996  |
| 14 | Krishna Pal Singh (1922–1999)                  | 1. März 1996      | 24. April 1998    |
| 15 | Anshuman Singh (1935–2021)                     | 25. April 1998    | 15. Januar 1999   |
| 16 | K. G. Balakrishnan (* 1945)                    | 16. Januar 1999   | 17. März 1999     |
| 17 | Sunder Singh Bhandari (1921–2005)              | 18. März 1999     | 6. Mai 2003       |
| 18 | Kailashpati Mishra (1926–2012)                 | 7. Mai 2003       | 1. Juli 2004      |
| 19 | Balram Jakhar (1923–2016)                      | 2. Juli 2004      | 23. Juli 2004     |
| 20 | Naval Kishore Sharma (1925–2012)               | 24. Juli 2004     | 29. Juli 2009     |
| 21 | S. Chubatoshi Jamir (* 1931)                   | 30. Juli 2009     | 26. November 2009 |
| 22 | Kamla Beniwal (1927–2024)                      | 27. November 2009 | 6. Juli 2014      |
| 23 | Margaret Alva (* 1942)                         | 7. Juli 2014      | 15. Juli 2014     |
| 24 | Om Prakash Kohli (1935–2023)                   | 16. Juli 2014     | 21. Juli 2019     |
| 25 | Acharya Devvrat (* 1959)                       | 22. Juli 2019     | im Amt            |